# NGC 1832
NGC 1832 ist eine Balken-Spiralgalaxie vom Hubble-Typ SBbc im Sternbild Lepus am Südsternhimmel. Sie ist schätzungsweise 81 Millionen Lichtjahre von der Milchstraße entfernt und hat einen Durchmesser von etwa 60.000 Lichtjahren.

Im selben Himmelsareal befindet sich u. a. die Galaxie NGC 1821.
Die Supernovae SN 2004gq (Typ Ib) und SN 2009kr (Typ II) wurden hier beobachtet.
Das Objekt wurde am 4. Februar 1785 von dem Astronomen William Herschel mithilfe eines 18,7-Zoll-Teleskops entdeckt.

## NGC 1832-Gruppe (LGG 129)
| Galaxie   | Alternativname | Entfernung/Mio. Lj |
| --------- | -------------- | ------------------ |
| NGC 1832  | PGC 16906      | 81                 |
| PGC 16894 | MCG -2-14-4    | 83                 |
| PGC 16850 | MCG -2-14-2    | 82                 |
| PGC 16809 | MCG -3-14-4    | 84                 |
| PGC 16784 | MCG -3-14-1    | 85                 |